# Mando Naval de Canarias

Distintivo del Mando Naval de Canarias.

El Mando Naval de Canarias (ALCANAR) es la organización territorializada de la Fuerza de Acción Marítima del Armada Española que ostenta la máxima autoridad de la Armada en el archipiélago. El Cuartel General del Mando de Canarias se encuentra ubicado en Las Palmas de Gran Canaria. El Mando Naval de Canarias lo ejerce un contraalmirante del Cuerpo General de la Armada, en servicio activo. Como máxima autoridad naval en las islas ostenta el mando de las unidades y la supervisión y control de todas las actividades de la Armada desarrolladas en el entorno geográfico de Canarias, salvo las relacionadas con el apoyo logístico que cuenten con una cadena de mando propia.
El ALCANAR está preparado para efectuar, de acuerdo con la doctrina militar, en los espacios de Canarias, misiones principalmente relacionadas con la seguridad marítima y con la libertad de acción, mediante la presencia y vigilancia en los espacios marítimos de interés para las islas y la contribución al conjunto de actividades que llevan a cabo las administraciones públicas con responsabilidad en este ámbito marítimo.
Hasta su creación, el 6 de septiembre de 2002, en virtud del Real Decreto 912/2002, que desarrolla la estructura básica de las tres ramas de las Fuerzas Armadas y que introdujo en la Armada una organización de carácter funcional, fue la Zona Marítima de Canarias.
La estructura del Mando Naval de Canarias es la siguiente:
- Cuartel General del ALCANAR
  - Estado Mayor
  - Comandancia Naval de Tenerife
  - Ayudantias navales
    - Ayudantía Naval de La Gomera
    - Ayudantía Naval de Hierro[1]
    - Ayudantía Naval de La Palma
    - Ayudantía Naval de Fuerteventura
    - Ayudantía Naval de Lanzarote

  - Jefatura de Apoyo Sanitario
  - Centro de Idiomas de la Armada en Canarias
  - Unidad de Coordinación de las Residencias Logísticas de la Armada en Canarias
  - Ayudantía Mayor del Cuartel General
- Patrulleros
- Otras Unidades
  - Unidad de Buceo de Canarias
  - CIGAPAL[b]
  - Segundo Escalón de Mantenimiento
  - Unidad Sanitaria